# 파우지 굴람
파우지 굴람(아랍어:  فوزي غلام, 프랑스어: Faouzi Ghoulam, 1991년 2월 1일 ~ )은 쉬페르리그의 하타이스포르에서 왼쪽 풀백로 뛰는 알제리의 축구 선수이다.

## 개인사
굴람은 생프리에스탕자레에서 알제리 출신의 부모에게서 태어났다. 그의 아버지는 바트나, 그의 어머니는 안나바 출신이다. 그는 8명의 형제와 두 명의 자매가 있고, 그의 형제 나빌(Nabil)은 2004년 IAAF 국제 크로스컨트리 선수권 대회에 프랑스 대표팀으로 출전하기도 하였다.

## 클럽경력
2010년 9월 22일, 굴람은 쿠프 드 라 리그 니스전에서 82분경에 교체 선수로 출전하며 데뷔전을 치렀다. 2014년 겨울 이적시장에 나폴리에 입단하였다.

## 국가 대표팀 경력
2010년 12월 18일, 알제리 신문사 엘 헤다프와의 인터뷰에서, 그는 비록 프랑스에서 태어났지만 알제리를 대표하여 국제경기에 출전하고 싶다는 열망을 나타냈다. 2011년 5월 5일, 알제리 U-23 축구 국가대표팀 감독 아제딘 앳 주디은 굴람이 팀에 들어가는것을 주저하고 있다고 알렸지만, 비록 사실은 그는 알제리 축구 협회와 연락을 주고 받았었다. 프랑스 U-21 축구 국가대표팀의 예비 명단에 소집된 후인, 2011년 10월 6일에, 굴람은 팀을 위해서 뛴다면 정말 자랑스러울 것이라고 하였다.
2012년 11월 23일, 발랑시엔과의 리그 경기후 인터뷰에서, 굴람은 그가 2013년 아프리카 네이션스컵에서 알제리를 대표하여 출전하고 싶다고 밝혔다. 며칠 후, 알제리 축구 협회는 자신들의 웹사이트를 통해 굴람을 대표팀에 포함시킨다는 정보를 올렸다. 굴람은 남아공에서 열린 2013년 아프리카 네이션스컵에 참가하는 알제리 대표팀 명단에 포함되었지만 경기에는 출전하지 못하였다. 2013년 3월 26일, 굴람은 베냉과의 2014년 FIFA 월드컵 아프리카 지역 예선에서 그의 대표팀 데뷔경기를 선발 출전으로 하였고, 팀의 선제골을 어시스트하며 팀의 3-1 승리에 기여를 하였다.

## 수상 경력
생테티엔
- 프랑스 리그컵: 2012-13

나폴리
- 코파 이탈리아: 2013-14